# ISCM-ACL World Music Days 2007

Logo

Die ISCM-ACL World Music Days 2007 fanden vom 23. November bis 2. Dezember in Hongkong statt. Es wurde als Doppelfestival der Internationalen Gesellschaft für Neue Musik (ISCM) und der Asian Composers League (ACL) ausgerichtet. Künstlerischer Leiter war der Komponist Chan Wing-wah. Es traten unter anderem das Hong Kong Chinese Orchestra unter Yan Huichang, das Hong Kong Philharmonic Orchestra unter Tsung Yeh, das Ensemble Insomnio, die Luxembourg Sinfonietta und das Ensemble Fronteras del Silencio auf.

## Uraufführungen
- Richard Tsang: But for the Heart

## Spielstätten
- Lee Hysan Concert Hall der Chinesischen Universität Hongkong
- Concert Hall der Hong Kong Academy for Performing Arts
- Hong Kong City Hall
- Concert Hall des Hong Kong Cultural Centre
- Lecture Hall des Hong Kong Heritage Discovery Centre
- Olympic Square im Hong Kong Park
- Lecture Hall des Hong Kong Science Museum
- Theater des Macau Tower Convention & Entertainment Centre
- Xiang Hai Xuan im Nan Lian Garden
- Loke Yew Hall der Universität Hongkong
- Auditorium des Yuen Long Theatre